# Richard O'Connor
Richard Nugent O'Connor (Srinagar, 21 de agosto de 1889 — Londres, 17 de junho de 1981) foi um general do Exército Britânico durante a Segunda Guerra Mundial.

## Carreira
Lutou na Primeira e na Segunda Guerra Mundial e comandou a Força do Deserto Ocidental em os primeiros anos da Segunda Guerra Mundial. Ele foi o comandante de campo da Operação Compasso, na qual suas forças destruíram um exército italiano muito maior - uma vitória que quase expulsou o Eixo da África e, por sua vez, levou Adolf Hitler a enviar o Afrika Korps sob Erwin Rommel para tentar reverter a situação. O'Connor foi capturado por uma patrulha de reconhecimento alemã durante a noite de 7 de abril de 1941 e passou mais de dois anos em um campo de prisioneiros de guerra italiano. Ele finalmente escapou após a queda de Mussolini no outono de 1943. Em 1944 ele comandou o VIII Corpo na Batalha da Normandia e mais tarde durante a Operação Market Garden. Em 1945, ele foi oficial-geral em comando do Comando Oriental na Índia e, nos últimos dias do domínio britânico no subcontinente, chefiou o Comando Norte. Seu último trabalho no exército foi Ajudante-geral das Forças em Londres, encarregado da administração, pessoal e organização do Exército britânico.

Em homenagem ao seu serviço de guerra, O'Connor foi reconhecido com o mais alto nível de cavalaria em duas ordens diferentes de cavalaria. Ele também foi premiado com a Ordem de Serviço Distinto (duas vezes), a Cruz Militar, a Croix de Guerre francesa e a Legião de Honra, e serviu como ajudante de campo do Rei George VI. Ele também foi mencionado em despachos nove vezes por ações na Primeira Guerra Mundial, uma na Palestina em 1939 e três vezes na Segunda Guerra Mundial.